# Caitlin Clark
Caitlin Elizabeth Clark (* 22. Januar 2002 in Des Moines, Iowa) ist eine US-amerikanische Basketballspielerin, die für die Indiana Fever in der Women’s National Basketball Association (WNBA) spielt. Die 1,83 m große Spielerin wird als Guard eingesetzt. Sie gilt als eine der besten College-Basketballspielerinnen aller Zeiten (Wunderkind). ESPN-Kommentator Stephen A. Smith ging sogar noch einen Schritt weiter und verglich die damals 21-Jährige mit einem NBA-Superstar. „Sie ist der Steph Curry des Frauen-College-Basketballs“, sagte Smith auf die Frage, was Clark so einzigartig mache.

## Kindheit
Clark wurde am 22. Januar 2002 in Des Moines, Iowa, als Tochter von Anne Nizzi-Clark und Brent Clark geboren. Ihre Mutter ist italienischer Abstammung. Clarks Vater spielte Basketball und Baseball am Simpson College. Sie wuchs in West Des Moines, Iowa, mit einem älteren Bruder, Blake, der College-Football für Iowa State spielte, und einem jüngeren Bruder, Colin, auf. Clark begann im Alter von fünf Jahren Basketball zu spielen und war das einzige Mädchen in einer Jungen-Jugendmannschaft. Als Kind spielte sie auch Softball, Volleyball, Fußball, Tennis und Golf, bevor sie sich auf Basketball konzentrierte.

## Jugend
In der sechsten Klasse schloss sich Clark All Iowa Attack an, einem Basketballprogramm der Amateur Athletic Union in Ames, Iowa, für das sie bis zu ihrem High-School-Abschluss spielte. Sie spielte gegen ältere Gegner und traf in der achten Klasse auf Abiturienten. Clark ließ sich von Maya Moore von den Minnesota Lynx inspirieren, dem ihrer Heimatstadt am nächsten gelegenen WNBA-Team, und reiste mit ihrem Vater dreieinhalb Stunden lang, um sich deren Spiele anzusehen. Sie blickte auch zu ihren Cousinen Haley Faber und Audrey Faber auf, die für die Dowling Catholic High School in West Des Moines spielten, und zu All-Iowa-Attack-Absolvent Harrison Barnes.

## High-School

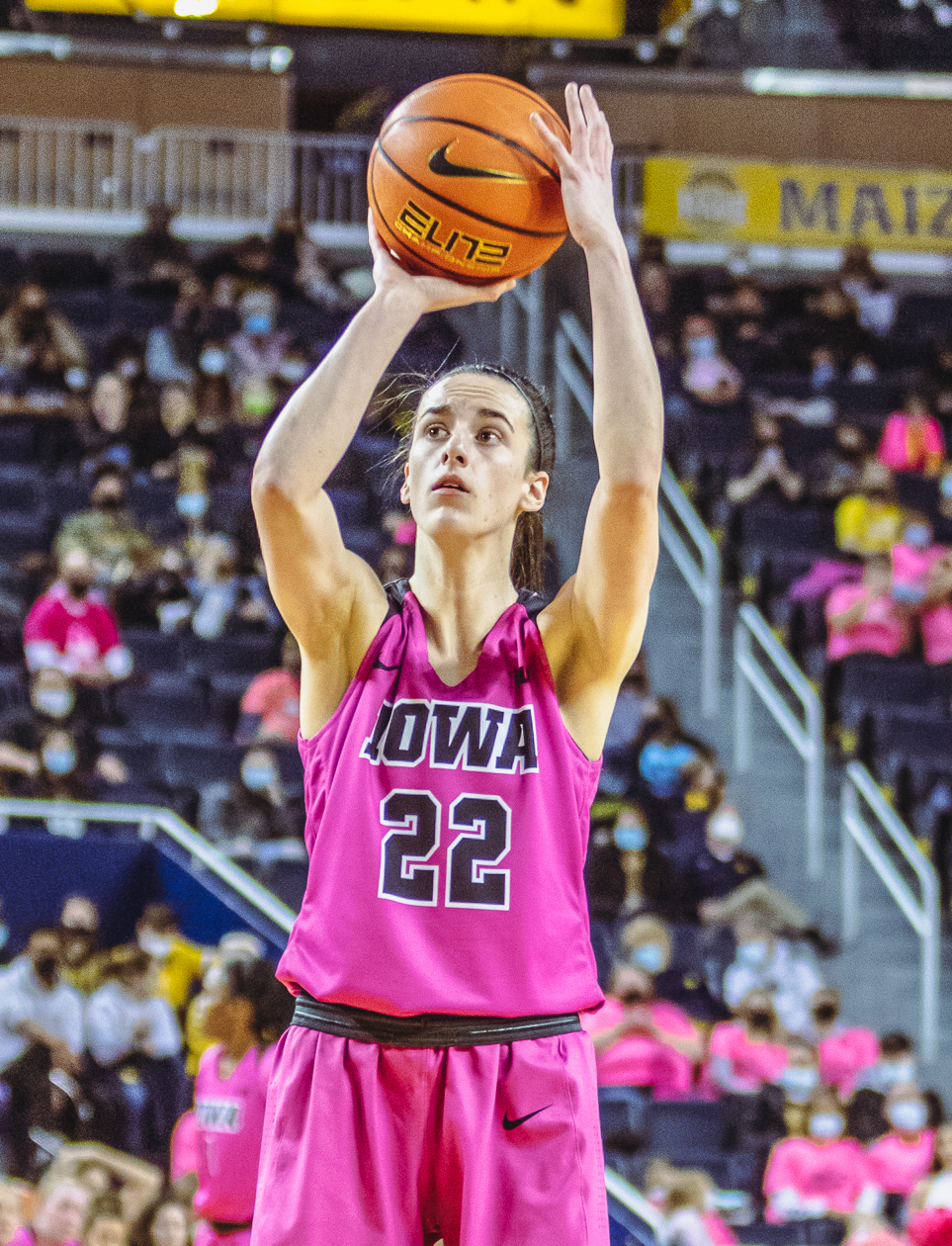
Caitlin Clark (2022 bei den Iowa Hawkeyes)

Clark spielte vier Jahre lang High-School-Basketball für die Dowling Catholic High School unter Cheftrainerin Kristin Meyer. Im ersten Jahr als Neuling erzielte sie durchschnittlich 15,3 Punkte, 4,7 Assists und 2,3 Steals pro Spiel und führte ihr Team ins Viertelfinale des Bundesstaates Iowa. In ihrer zweiten Saison erzielte Clark durchschnittlich 27,1 Punkte, 6,5 Rebounds, vier Assists und 2,3 Steals und verhalf der Dowling Catholic High School zu einer Bilanz von 20-4 und dem erneuten Einzug ins Viertelfinale. Im dritten Jahr erzielte Clark am 4. Februar 2019 60 Punkte bei einem 90-78-Sieg gegen die Mason City High School, die zweitbeste Punktzahl in der Geschichte des Fünf-gegen-Fünf-Basketballs in Iowa. Clark beendete die Saison mit durchschnittlich 32,6 Punkten, 6,8 Rebounds, 3,6 Assists und 2,3 Steals pro Spiel. Sie führte Dowling Catholic ins Halbfinale. Im 4. und letztem High-School-Jahr erzielte sie durchschnittlich 33,4 Punkte, acht Rebounds, vier Assists und 2,7 Steals pro Spiel. In ihren ersten beiden Jahren an der Dowling Catholic trat Clark der Uni-Fußballmannschaft der Schule bei, konzentrierte sich aber in den letzten beiden Jahren auf Basketball. Beim Frauen-Fußball war Mia Hamm ihr großes Vorbild.

## College
Caitlin Clark entschied sich ihre College-Basketball-Karriere bei den Iowa Hawkeyes an der University of Iowa zu beginnen. Am 25. November 2020 gab sie ihr College-Debüt und erzielte 27 Punkte beim 96-81-Sieg über die Northern Iowa Universität. Sie spielte dort auf der Position des Point Guards. In ihrem zweiten Spiel am 2. Dezember 2020 erzielte Clark ihren ersten Double-Double mit 30 Punkten und 13 Assists bei einem 103-97-Sieg über die Drake University. Am 22. Dezember 2020 erzielte sie bei einem 92-65-Sieg über Western Illinois das erste Triple-Double einer Iowa-Spielerin seit Samantha Logic im Jahr 2015. Und so ging es immer weiter. Sie stellte im ersten Jahr Rekorde für Punkte und Assists auf und hatte den vierthöchsten Punktedurchschnitt in der Geschichte der University of Iowa. Am Ende der regulären Saison wurde Clark einstimmig zum Big-Ten-Neuling des Jahres und zur All-Big-Ten-Auswahl der ersten Mannschaft gewählt. Mit Iowa erreichte sie das Achtelfinale, wo Clark 21 Punkte bei einer 72:92-Niederlage gegen den Erstplatzierten UConn erzielte.
Am 9. November 2021 gab Clark ihr Debüt in der zweiten Saison und erzielte 26 Punkte, acht Rebounds und sechs Assists bei einem 93:50-Sieg über New Hampshire. Am 2. Januar 2022 erzielte sie 44 Punkte und acht Assists bei einem 93-56-Sieg über Evansville. Am 6. Februar erzielte Clark den Karrierehöchstwert von 46 Punkten, davon 25 im vierten Viertel, und lieferte 10 Assists bei einer 90:98-Niederlage gegen Michigan bei. Am 5. März 2022, im Halbfinale des Big Ten-Turniers, erzielte Clark 41 Punkte und neun Rebounds bei einem 83-66-Sieg über Nebraska. Sie führte Iowa zum Titel und wurde zur herausragendsten Spielerin des Turniers (MOP) gekürt. Beim NCAA-Turnier erreichte man die 2. Runde verlor aber mit 62:64 gegen Creighton.
Im 3. College-Jahr im November 2022 erzielte Clark ihr siebtes Triple-Double in ihrer Karriere mit 22 Punkten, 10 Rebounds und 10 Assists bei einem 102-71-Sieg über Wisconsin. Und am 21. Dezember 2022 erreichte sie in ihrem 75. Spiel die 2.000 Punkte-Marke. Clark führte Iowa zur zweiten Big-Ten-Turniermeisterschaft in Folge, wobei sie auch die MOP-Auszeichnung erhielt. Im Finale erzielte sie 30 Punkte, 17 Assists und 10 Rebounds bei einem 105-72-Sieg über Ohio State.

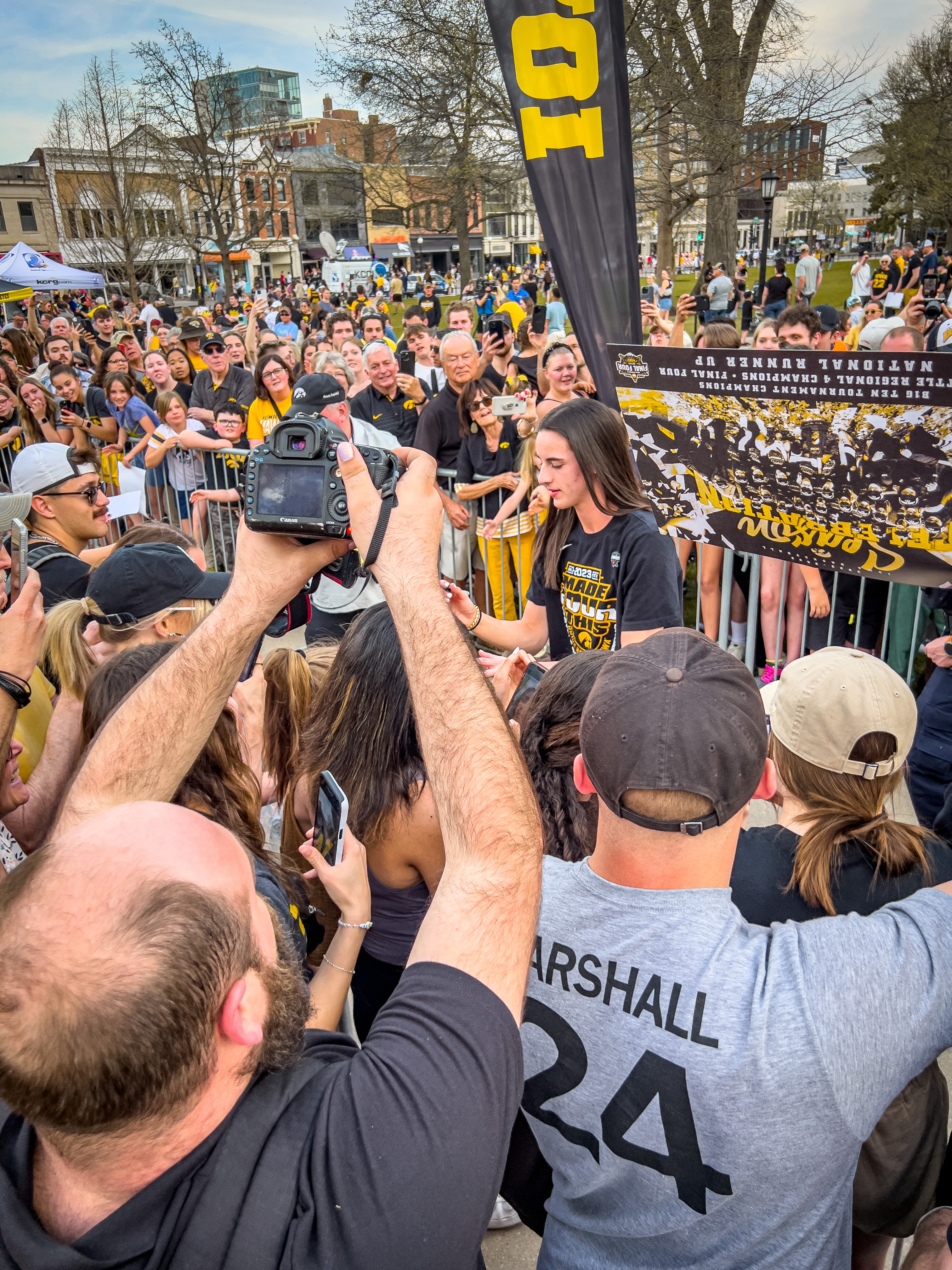
Empfang nach dem NCAA-Turnier 2023

Im Viertelfinale des NCAA-Turniers erzielte sie 41 Punkte, 12 Assists und 10 Rebounds bei einem 97-83-Sieg über Louisville. Sie war die erste Spielerin in der Turniergeschichte der Männer oder Frauen, die ein Triple-Double mit 30 oder 40 Punkten erzielte. Im Final Four erzielte sie 41 Punkte, acht Assists und sechs Rebounds bei einem 77:73-Überraschungssieg über den ungeschlagenen Titelverteidiger South Carolina. Mit dem Sieg erreichte Iowa sein erstes Frauen-Basketball-Meisterschaftsspiel in ihrer Geschichte. Iowa verlor das Finale mit 85:102 gegen die LSU. Sie machte im Finale acht Dreier. Gegen Ende des Spiels folgte LSU-Star Angel Reese Clark und machte eine „Du kannst mich nicht sehen“-Geste, um anzudeuten, dass Clark nicht mit ihr mithalten konnte, und zeigte auch auf ihren Ringfinger in Anspielung auf den bevorstehenden Meisterschaftsring der LSU. Für die Gesten, die viele Medien als unsportlich empfanden, erntete Reese erhebliche Kritik. Viele verteidigten jedoch auch Reeses Gesten und Trash-Talk und betonten eine Doppelmoral, da Clark bei einem früheren Spiel dieselbe Geste gemacht hatte und keiner ähnlichen Kritik ausgesetzt war. Clark selbst verteidigte Reese wegen der Kritik an der Geste. Mit 191 Punkten im Turnier brach Clark die Punkterekorde der Männer und Frauen für ein einziges NCAA-Turnier. Obwohl das Finale verloren wurde, wurden die Spielerinnen der Iowa Hawkeyes begeistert bei der Rückkehr gefeiert.
Ihr 4. College-Jahr startete mit einem Highlight. 55.646 Zuschauer sahen ein Freundschaftsspiel zwischen den Iowa Hawkeyes und den De Paul Blue Demons im Kinnick Stadium in Iowa. Dies bedeutete einen neuen Zuschauer-Rekord im Frauen-College-Basketball.

## Professionelle Karriere

### WNBA

#### 2024: Rookie-Saison

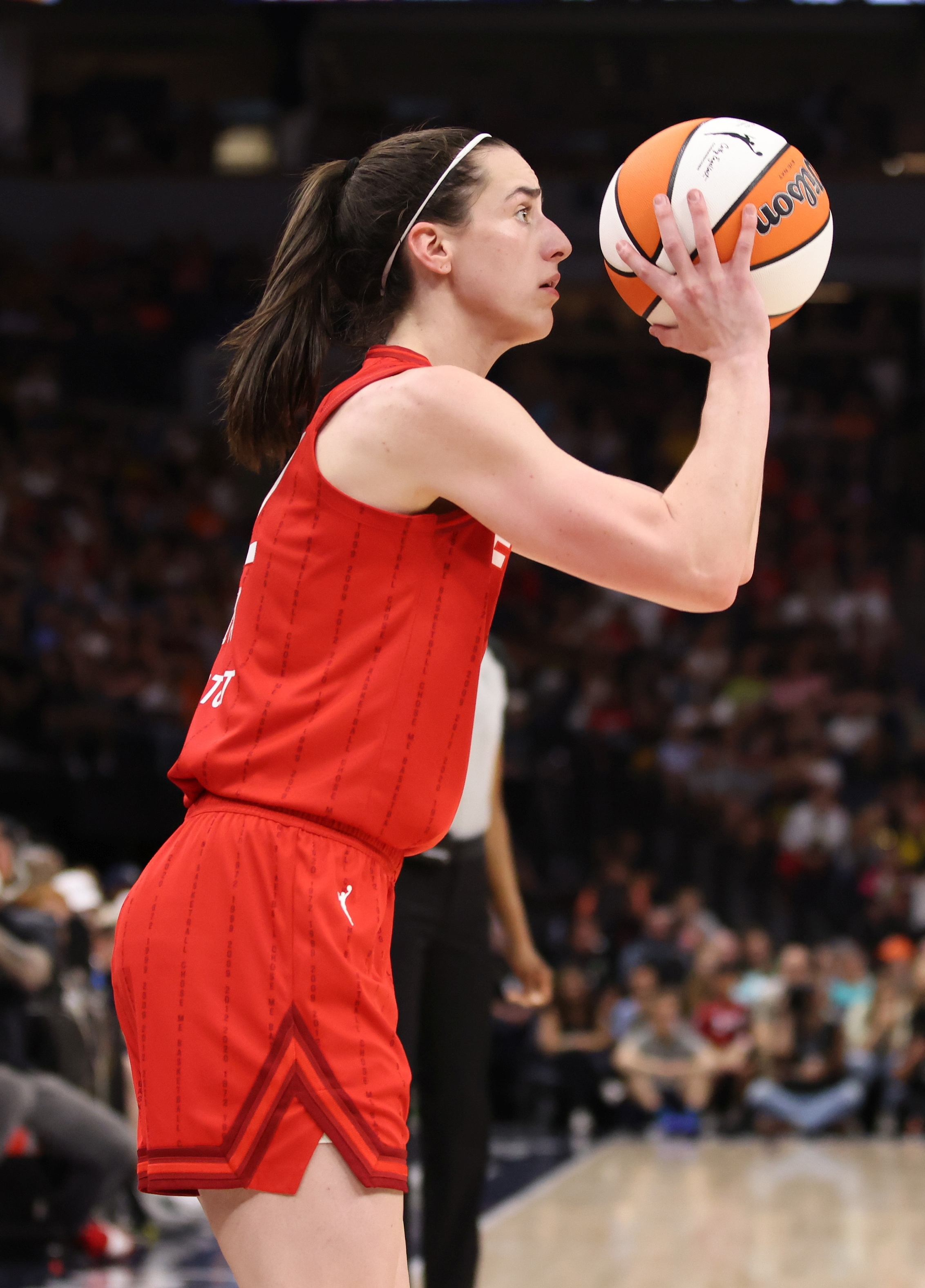
Clark bei den Indiana Fever (2024)

Am 15. April 2024 wurde Clark als erste Spielerin im WNBA-Draft 2024 von den Indiana Fever ausgewählt. Am 27. April unterschrieb sie ihren Rookie-Vertrag. Am 14. Mai gab Clark ihr WNBA-Debüt, in welchem sie 20 Punkte in einer 92:71-Niederlage gegen die Connecticut Sun erzielte. Des Weiteren verzeichnete sie 10 Turnover, ein Negativrekord für ein WNBA-Debüt. Zehn Tage später, am 24. Mai, erzielte Clark ihr erstes Double-double mit elf Punkten, zehn Rebounds and acht Assists um den Fever zu ihrem ersten Sieg der Saison zu verhelfen. In einem Spiel gegen die Los Angeles Sparks am 28. Mai, erzielte sie einen Karrierehöchstwert von 30 Punkten, sechs Assists and fünf Rebounds in einer 82:88-Niederlage. In dem Spiel stellte Clark den WNBA-Rekord für die wenigsten benötigten Spiele für 100 Punkte und 50 Assists auf (acht Spiele). Sie wurde zum WNBA Rookie of the Month des Monats Mai erklärt, mit Durchschnittswerten von 17,6 Punkten, 6,6 Assists und 5,1 Rebounds.
Am 7. Juni 2024 egalisierte Clark ihren Karrierehöchstwert von 30 Punkten. Sie sammelte außerdem acht Rebounds, sechs Assists und vier Steals, um ihr Team zu einem 85:83-Sieg gegen die Washington Mystics zu führen. Am 23. Juni stellte Clark mit 13 Assists den Fever-Rekord auf. Am 2. Juli 2024 wurde sie ausgewählt im WNBA All-Star Game teilzunehmen. Sie erhielt die meisten Stimmen von allen Spielerinnen (700.735 Votes). Vier Tage später wurde Clark mit 19 Punkten, 12 Rebounds und 13 Assists in einem 83:78-Sieg gegen die New York Liberty zum ersten WNBA-Rookie und die erste Fever-Spielerin die ein Triple-double verzeichnete. Im Spiel am 14. Juli 2024, einem Auswärtssieg gegen die Minnesota Lynx, stellte Clark den Negativrekord für die meisten Turnover in einer einzelnen Saison auf. Drei Tage später, am 17. Juli, in einem Spiel gegen die Dallas Wings stellte Clark einen neuen WNBA-Rekord für die meisten Assists in einem einzelnen Spiel auf. Sie verteilte insgesamt 19 Assists an ihr Team. Clark wurde im Juli erneut zum Rookie des Monats ernannt, nachdem sie durchschnittlich 20,3 Punkte, 6,3 Rebounds, and 12,5 Assists pro Spiel erzielte. Am 17. August knackte Clark den nächsten Rookie-Rekord. Im Spiel gegen die von Satou Sabally angeführten Dallas Wings wurde Clark zum ersten WNBA-Rookie jemals, welche mindestens 450 Punkte und 200 Assists in ihrer ersten Saison verzeichnete.

## Karriere in der Nationalmannschaft

### FIBA-U16-Frauen-Amerikameisterschaft 2017
Clark vertrat die Vereinigten Staaten bei der FIBA-U16-Frauen-Amerikameisterschaft 2017 in Buenos Aires, Argentinien. Sie kam von der Bank und erzielte durchschnittlich 8,8 Punkte pro Spiel, was ihrem Team dabei half die Goldmedaille zu gewinnen.

### FIBA U19-Frauen-Basketball-Weltmeisterschaft 2019
Clark spielte bei der FIBA U19-Frauen-Basketball-Weltmeisterschaft 2019 in Bangkok, Thailand. In sieben Spielen erzielte sie durchschnittlich 5,3 Punkte pro Spiel und gewann eine weitere Goldmedaille (Bilanz 7 Spiele- 7 Siege).

### FIBA-U19-Basketball-Weltmeisterschaft der Frauen 2021
Clark nahm an der FIBA-U19-Basketball-Weltmeisterschaft der Frauen 2021 in Debrecen, Ungarn, teil und führte die Vereinigten Staaten zur Goldmedaille. Sie erzielte im Durchschnitt einen Teamhöchstwert von 14,3 Punkten, 5,6 Assists und 5,3 Rebounds pro Spiel, wurde zur wertvollsten Spielerin gekürt und in das All-Tournament-Team aufgenommen.

## Auszeichnungen, Ehrungen (Auswahl)
- 2020: Iowa's Miss Basketball[29]
- 2021: WBCA Co-Freshman of the Year[30]
- 2021: USBWA National Co-Freshman of the Year[31]'
- 2022, 2023: Nancy Lieberman Award für die beste College-Basketballspielerin auf der Position Point Guard[32]
- 2023: USBWA Ann Meyers Drysdale Award als beste Basketballspielerin der USA[33]
- 2023: Associated Press Women's College Basketball Player of the Year[34]
- 2023: ESPY-Awards in der Kategorie Best College Athlete, Women's Sports (deutsche Übersetzung: Beste weibliche Collegesportlerin)[35]
- 2023: Wade Trophy für die beste Basketball-Spielerin der US-amerikanischen College-Liga NCAA.[36]
- 2023: John R. Wooden Award für die herausragendste College-Basketballspielerin (most outstanding player in women’s college basketball)[37]
- 2023: Naismith College Player of the Year[38]
- 2024: Associated Press Athlete of the Year[39]
- 2024: Athlete of the Year des Time Magazine[40]

## Privates
Clark studierte Marketing an der University of Iowa. Sie ist eine begeisterte Golfspielerin und betreibt diesen Sport seit ihrer Kindheit. Im Juli 2023 spielte sie zusammen mit Zach Johnson beim John Deere Classic Pro-Am beim TPC Deere Run. Clark ist in einer Beziehung mit Connor McCaffery, der Basketball und Baseball für Iowa spielte und der Sohn von Fran McCaffery (Basketball-Cheftrainer der Hawkeyes-Männer) ist.